# Listă de localități din provincia Columbia Britanică

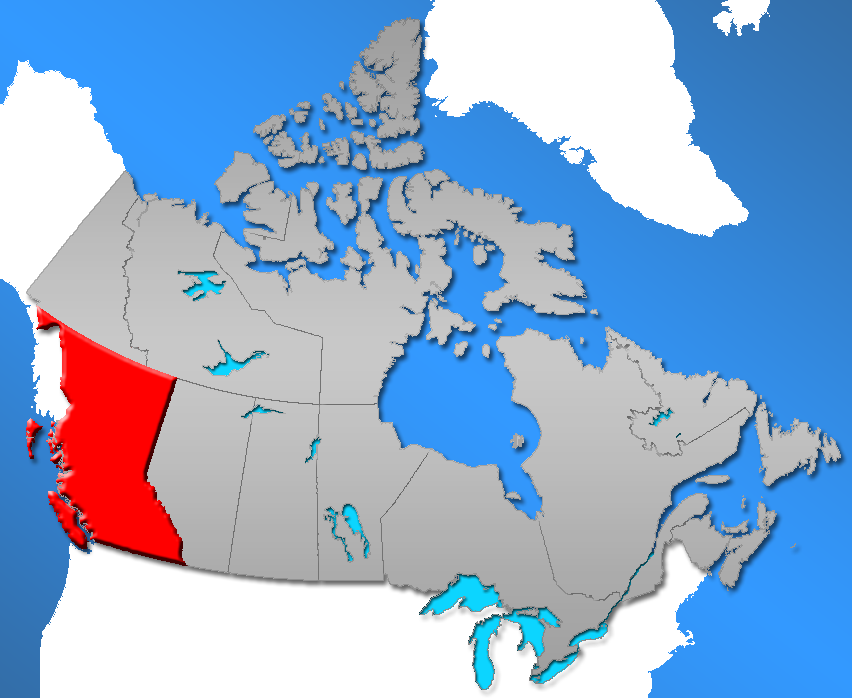
Provincia Columbia Britanică, Canada

| - Abbotsford - Alert Bay - Anmore - Armstrong - Ashcroft - Barriere - Belcarra - Bowen Island - Burnaby - Burns Lake - Cache Creek - Campbell River - Canal Flats - Castlegar - Central Saanich - Chase - Chetwynd - Chiliwack - Clearwater - Clinton - Coldstream - Colwood - Comox - Coquitlam - Courtenay - Cranbrook - Creston - Cumberland - Dawson Creek - Delta - Duncan - Elkford - Enderby - Esquimalt - Fernie - Fort Nelson - Fort St. James - Fort St. John - Fraser Lake - Fruitvale - Gibsons - Gold River - Golden - Grand Forks - Granisle - Greenwood - Harrison Hot Springs - Hazelton - Highlands - Hope - Houston - Hudson's Hope - Invermere - Kamloops - Kaslo - Kelowna - Kent - Keremeos - Kimberley - Kitimat - Ladysmith - Lake Country - Lake Cowichan - Langford - Langley, Stadt - Langley, Distrikt - Lantzville - Lillooet - Lions Bay - Logan Lake - Lumby - Lytton - Mackenzie - Maple Ridge - Masset - McBride - Merritt - Metchosin - Midway - Mission - Montrose - Nakusp - Nanaimo - Nelson - New Denver - New Hazelton - New Westminster - North Cowichan - North Saanich - North Vancouver, Stadt - North Vancouver, Distrikt - Oak Bay - Oliver - One Hundred Mile House - Osoyoos - Parksville - Peachland - Pemberton - Penticton - Pitt Meadows - Port Alberni - Port Alice - Port Clements - Port Coquitlam - Port Edward - Port Hardy - Port McNeill - Port Moody - Pouce Coupe - Powell River - Prince George - Prince Rupert - Princeton - Qualicum Beach - Queen Charlotte - Quesnel - Radium Hot Springs - Revelstoke - Richmond - Rossland - Salmo - Salmon Arm - Saanich - Sayward - Sechelt - Sicamous - Sidney - Silverton - Slocan - Smithers - Sooke - Spallumcheen - Sparwood - Squamish - Stewart - Summerland - Surrey - Tahsis - Taylor - Telkwa - Terrace - Tofino - Trail - Tumbler Ridge - Ucluelet - Valemount - Vancouver - Vanderhoof - Vernon - Victoria - View Royal - Warfield - Wells - West Vancouver - Westside - Whistler - White Rock - Williams Lake - Zeballos |

## Sursă
- Statistică localități Arhivat în 23 aprilie 2008, la Wayback Machine.